# Rosmah Mansor

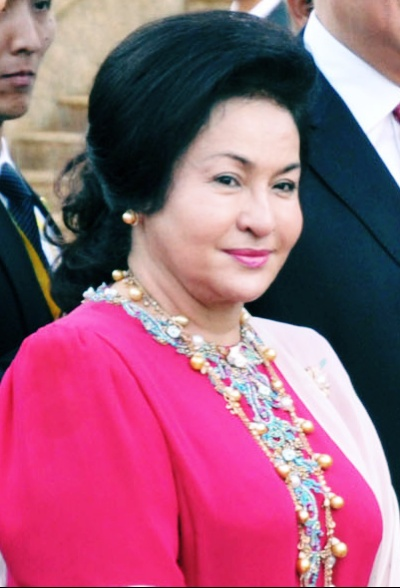
Rosmah Mansor

Rosmah Mansor (Kuala Pilah, 10 de dezembro de 1951) é a segunda esposa do ex-primeiro-ministro da Malásia, Najib Razak. Assim como seu marido, ela foi implicada no escândalo do 1Malaysia Development Berhad (1MDB). Em 1º de setembro de 2022, ela foi considerada culpada de corrupção relacionada a um projeto de eletricidade escolar, multada em US$ 303 milhões e condenada a dez anos de prisão.

## Controvérsias

### "Primeira-dama das compras"
Rosmah foi acusada de ser uma compradora compulsiva. Em 2012, ela foi chamada de "primeira-dama das compras" por supostamente gastar A$100.000 (RM325.000) em uma boutique em Sydney. A Comissão Anticorrupção da Malásia (MACC) foi chamada para investigar essas alegações. Em 2014, Rosmah comprou itens no valor de $130.625 em uma loja da Chanel em Honolulu, Havaí. Alegou-se que Rosmah e Najib gastaram mais de $15 milhões do dinheiro do 1MDB em produtos de luxo.

## Veer também
- Corrupção na Malásia